# Mariano Bogliacino
Mariano Adrián Bogliacino Hernández (Colonia del Sacramento, 2 giugno 1980) è un ex calciatore uruguaiano, di ruolo centrocampista.

## Biografia
È sposato con Florencia, dalla quale ha avuto tre figli: Celeste, Francesco e Tomas.

## Caratteristiche tecniche
Centrale di centrocampo, mancino, poteva giocare come interno sinistro, come trequartista o come esterno di centrocampo a sinistra.

## Carriera

### Club

#### Uruguay, Spagna e l'arrivo in Italia
Incomincia la carriera nel Plaza Colonia, la squadra della sua città natale in cui milita nella stagione 1997-98. Nel 1999 gioca nel Villa Española. Nel 2000 torna al Plaza Colonia e vi resta fino al 2002. Nel 2003 passa al Peñarol, ma nell'estate dello stesso anno va a giocare in Spagna nel Las Palmas. In Spagna colleziona 25 presenze e due gol nella Segunda División 2003-2004.
Nel luglio 2004 arriva in Italia alla Sambenedettese. Insieme a lui sbarca in Italia anche Nicolás Amodio, che sarà suo compagno di club per molte stagioni. Segna il primo gol in Italia il 19 settembre 2004 nella partita di campionato contro il Napoli. Col club marchigiano disputa un ottimo campionato in serie C1 aiutando la compagine marchigiana a raggiungere i play off, persi poi col Napoli.

#### Napoli
Viene notato proprio dai dirigenti del Napoli grazie alle 2 reti realizzate contro la squadra partenopea (una durante il campionato, l'altra nella gara d'andata dei play-off). Nella stagione 2005-2006 passa quindi alla società partenopea per 600.000 euro. Esordisce con la maglia azzurra il 28 agosto 2005 nella partita Acireale-Napoli (0-2). Il primo gol con la maglia del Napoli arriva il 18 dicembre seguente nella trasferta contro il Frosinone. Alla prima stagione in Campania vince subito il campionato di Serie C1, ottenendo la promozione in serie B.
L'anno successivo con la squadra azzurra arriva in seconda posizione nel campionato di Serie B alle spalle della Juventus, approdando così nella massima serie. Esordisce in serie A il 26 agosto 2007 nella partita Napoli-Cagliari (0-2). Segna il primo gol in A il 10 novembre seguente in trasferta contro il Palermo (vittoria 2-1 dei siciliani). Il 14 aprile 2007 sigla il gol che consente al Napoli di superare 1-0, seppur soffrendo, il Pescara di De Rosa. Rinnova poi il contratto con il Napoli fino al 2012 e disputa una buona stagione d'esordio in Serie A corredata anche da tre reti tutte realizzate in trasferta (oltre a quella col Palermo, segna anche al Siena e al Parma).
Nella stagione 2008-2009 fa il suo esordio in una manifestazione europea, la Coppa Intertoto, realizzando la rete che permette al Napoli di vincere sul campo del Panionios. Al ritorno, il 26 luglio 2008, si procura una frattura al quinto metatarso del piede sinistro che lo tiene lontano dal rettangolo verde per quattro mesi.
Il 22 marzo 2009 durante la partita Napoli-Milan, subentrando a Marcelo Zalayeta nei minuti finali, batte il record appartenuto precedentemente a Roberto Carlos Sosa per quanto riguarda le presenze con il Napoli di Aurelio De Laurentiis arrivando a quota 132.
Nella stagione 2009-2010 colleziona 20 presenze (18 in campionato, 2 in Coppa Italia) e realizza due gol, il primo in Cagliari-Napoli, in cui mette la firma al gol del definitivo 3-3, l'altro in Coppa Italia contro il Cittadella (1-0 per gli azzurri il risultato finale).

#### Chievo e Bari
Dopo 158 partite e 20 gol in maglia azzurra tra campionato e coppe, il 22 luglio 2010 viene ceduto in prestito con diritto di riscatto al Chievo Verona. Esordisce col club gialloblu il 29 agosto 2010 nella partita Chievo-Catania (2-1). Segna la prima rete con la maglia del Chievo il 12 dicembre seguente nella partita persa per 3-2 in casa del Lecce. Colleziona 34 presenze in campionato, al termine del quale i clivensi decidono di non riscattarlo.
Il 31 agosto 2011 viene ceduto a titolo definitivo al Bari, in Serie B, con cui firma un contratto annuale con opzione di rinnovo per tre anni in caso di promozione. In campionato colleziona 28 presenze e una rete (segnata il 3 dicembre 2011 contro il Cittadella). A seguito della mancata promozione dei pugliesi, a fine stagione rimane svincolato.

#### Lecce
Il 28 luglio 2012 viene ingaggiato a parametro zero dal Lecce, club retrocesso in Lega Pro Prima Divisione, insieme a Piá, già suo compagno di squadra ai tempi del Napoli. Esordisce con i giallorossi il 12 agosto 2012 nella partita Lecce-Chieti (3-1), valida per il secondo turno di Coppa Italia. Sigla il primo gol con la maglia dei salentini il 2 settembre seguente nella prima partita di campionato Lecce-Cremonese (3-2). Durante la sua prima ottima stagione, gioca dapprima come trequartista nel 4-2-3-1 di Lerda, poi come seconda punta nel 4-2-4 di Toma, di nuovo come trequartista nel rombo di Gustinetti. Alla fine del campionato 2012-2013 è il capocannoniere e miglior giocatore della squadra con 11 gol, di cui l'ultimo realizzato nella finale di ritorno dei play-off finita 1-1 contro il Carpi.
Nella stagione seguente esordisce il 4 agosto 2013 in Coppa Italia nella gara contro il Santhià, trovando la rete del definitivo 3-0. Dopo un inizio negativo con il tecnico Moriero, ritrova continuità di rendimento con Lerda, già allenatore nella precedente stagione. Trova la prima rete in campionato il 18 dicembre, su rigore nella gara contro la Nocerina. Conclude la stagione con 7 reti in 30 partite.
Il 10 agosto 2014 inizia la sua terza stagione in giallorosso con l'esordio in Coppa Italia contro il Foligno. Dopo tre mesi di assenza per infortunio, ritorna in campo il 29 novembre nella gara casalinga contro il Melfi, dove trova il gol del definitivo 4-1. A fine stagione, in seguito al mancato rinnovo, rimane svincolato.

## Statistiche

### Presenze e reti nei club
Statistiche aggiornate al 16 gennaio 2016.
| Stagione             | Squadra              | Campionato           | Campionato | Campionato | Coppe nazionali | Coppe nazionali | Coppe nazionali | Coppe continentali | Coppe continentali | Coppe continentali | Altre coppe | Altre coppe | Altre coppe | Totale | Totale |
| Stagione             | Squadra              | Comp                 | Pres       | Reti       | Comp            | Pres            | Reti            | Comp               | Pres               | Reti               | Comp        | Pres        | Reti        | Pres   | Reti   |
| -------------------- | -------------------- | -------------------- | ---------- | ---------- | --------------- | --------------- | --------------- | ------------------ | ------------------ | ------------------ | ----------- | ----------- | ----------- | ------ | ------ |
| 2000                 | Plaza Colonia        | SD                   | 13         | 4          | -               | -               | -               | -                  | -                  | -                  | -           | -           | -           | 13     | 4      |
| 2001                 | Plaza Colonia        | SD                   | 10         | 3          | -               | -               | -               | -                  | -                  | -                  | -           | -           | -           | 10     | 3      |
| 2002                 | Plaza Colonia        | PD                   | 18         | 4          | -               | -               | -               | -                  | -                  | -                  | -           | -           | -           | 18     | 4      |
| Totale Plaza Colonia | Totale Plaza Colonia | Totale Plaza Colonia | 41         | 11         |                 | -               | -               |                    | -                  | -                  |             | -           | -           | 41     | 11     |
| 2003                 | Peñarol              | PD                   | 8          | 0          | -               | -               | -               | CL                 | 3                  | 0                  | -           | -           | -           | 11     | 0      |
| 2003-2004            | Las Palmas           | SD                   | 25         | 2          | -               | -               | -               | -                  | -                  | -                  | -           | -           | -           | 25     | 2      |
| 2004-2005            | Sambenedettese       | C1                   | 29+2       | 4+1        | -               | -               | -               | -                  | -                  | -                  | -           | -           | -           | 31     | 5      |
| 2005-2006            | Napoli               | C1                   | 34         | 5          | CI+CI-C         | 3+2             | 0               | -                  | -                  | -                  | SI-C        | 2           | 1           | 41     | 6      |
| 2006-2007            | Napoli               | B                    | 37         | 6          | CI              | 3               | 0               | -                  | -                  | -                  | -           | -           | -           | 40     | 6      |
| 2007-2008            | Napoli               | A                    | 35         | 3          | CI              | 3               | 0               | -                  | -                  | -                  | -           | -           | -           | 38     | 3      |
| 2008-2009            | Napoli               | A                    | 15         | 2          | CI              | 2               | 0               | Int+CU             | 2+0                | 1+0                | -           | -           | -           | 19     | 3      |
| 2009-2010            | Napoli               | A                    | 18         | 1          | CI              | 2               | 1               | -                  | -                  | -                  | -           | -           | -           | 20     | 2      |
| Totale Napoli        | Totale Napoli        | Totale Napoli        | 139        | 17         |                 | 15              | 1               |                    | 2                  | 1                  |             | 2           | 1           | 158    | 20     |
| 2010-2011            | Chievo               | A                    | 34         | 1          | CI              | 2               | 0               | -                  | -                  | -                  | -           | -           | -           | 36     | 1      |
| 2011-2012            | Bari                 | B                    | 28         | 1          | CI              | 0               | 0               | -                  | -                  | -                  | -           | -           | -           | 28     | 1      |
| 2012-2013            | Lecce                | 1D                   | 26+4       | 10+1       | CI+CI-LP        | 2+0             | 0               | -                  | -                  | -                  | -           | -           | -           | 32     | 11     |
| 2013-2014            | Lecce                | 1D                   | 22+5       | 6          | CI+CI-LP        | 3+0             | 1               | -                  | -                  | -                  | -           | -           | -           | 30     | 7      |
| 2014-2015            | Lecce                | LP                   | 13         | 2          | CI+CI-LP        | 2+0             | 0               | -                  | -                  | -                  | -           | -           | -           | 15     | 2      |
| Totale Lecce         | Totale Lecce         | Totale Lecce         | 61+9       | 18+1       |                 | 7               | 1               |                    | -                  | -                  |             | -           | -           | 77     | 20     |
| 2015-gen. 2016       | Martina              | LP                   | 16         | 0          | CI+CI-LP        | 0+2             | 0               | -                  | -                  | -                  | -           | -           | -           | 18     | 0      |
| feb. 2016-           | Plaza Colonia        | PDPU                 | 0          | 0          | -               | -               | -               | -                  | -                  | -                  | -           | -           | -           | 0      | 0      |
| Totale carriera      | Totale carriera      | Totale carriera      | 381+11     | 54+2       |                 | 24              | 2               |                    | 5                  | 1                  |             | 2           | 1           | 423    | 60     |

## Palmarès

### Club

#### Competizioni nazionali
- Campionato uruguaiano: 1

Plaza Colonia: Clausura 2016

#### Competizioni interregionali
- Serie C1: 1

Napoli: 2005-2006 (girone B)